# Jenny Shimizu
Jenny Lynn Shimizu (San Jose, 16 giugno 1967) è una supermodella e attrice statunitense, di origini giapponesi.

## Biografia
Jenny nasce a San Jose, in California, nel 1967 e cresce a Santa Maria.

### Carriera
Diventa un volto noto al grande pubblico grazie alla sua partecipazione ad uno dei primi spot televisivi del profumo CK One di Calvin Klein, essendo particolarmente riconoscibile per il suo aspetto androgino. Nel 1996 partecipa al film drammatico Foxfire al fianco di Angelina Jolie, a cui seguono alcune partecipazioni alla sitcom Ellen. In seguito ad alcuni ruoli minori in altri film ed un ruolo da protagonista in Itty Bitty Titty Committee, Jenny ottiene un ruolo fisso nella terza serie della serie TV horror dalle forti tematiche LGBT Dante's Cove del 2007 in cui interpreta il personaggio di Elena. Nel 2009 è comparsa nel reality show condotto da Tyra Banks America's Next Top Model.

### Vita privata
Apertamente lesbica, Jenny Shimizu è stata votata la donna più sexy del 2005 in un sondaggio della rivista gay The Pink Paper. Nel 2005, per protestare contro le leggi sui matrimoni gay in America, Jenny sposa la modella spagnola Rebecca Loos, davanti alle telecamere del documentario prodotto da Sky Power Lesbian UK . Nel 2007 l'attrice ha dichiarato di essere stata amante della cantante Madonna e dell'attrice Angelina Jolie.  Nel 2014 ha sposato la socialite Michelle Harper. 

## Agenzie
- Elite Model Management - New York
- Vue Model Management

## Filmografia
- 2007 - Dante's Cove
- 2007 - Itty Bitty Titty Committee
- 2005 - Road Rash
- 2001 - The New Women
- 1997 - Ellen
- 1996 - Foxfire
- 1996 - Bed, Bath and Beyond
- 1995 - Ding Dong